# 山田町 (宮崎県)
山田町（やまだちょう）は、宮崎県の中央部にあった町である。
2006年1月1日、都城市・山之口町・高城町・高崎町と合併（新設合併）して新たに都城市となり、自治体としては消滅した。

## 地理
- 川：大淀川、山田川、百原川、丸谷川、渡司川、木之川内川
- 山：小手ヶ山、四方面山、高尾山、長尾山、星ヶ尾山、稲妻山

## 歴史
- 1889年5月1日 - 町村制施行に伴い山田村と中霧島村が合併して北諸県郡山田村が成立。
- 1953年1月15日 - 山田村が町制施行。山田町となる。
- 2006年1月1日 - 都城市・山之口町・高城町・高崎町と新設合併し、新たに都城市となる。

## 産業
- 主な産業：農業・畜産業
- 駒発電所（町営の水力発電所）

## 施設

### 教育

#### 中学校
- 山田町立山田中学校（現都城市立山田中学校）

#### 小学校
- 山田町立山田小学校（現都城市立山田小学校）
- 山田町立中霧島小学校（現都城市立中霧島小学校）
- 山田町立木之川内小学校（現都城市立木之川内小学校）

#### その他
- 西栫郵便局
- 山田郵便局
- 是位川内簡易郵便局
- 都城警察署山田駐在所
- 都城警察署谷頭駐在所
- 木之川内ダム

## 交通
最寄り空港は宮崎空港。

### 鉄道

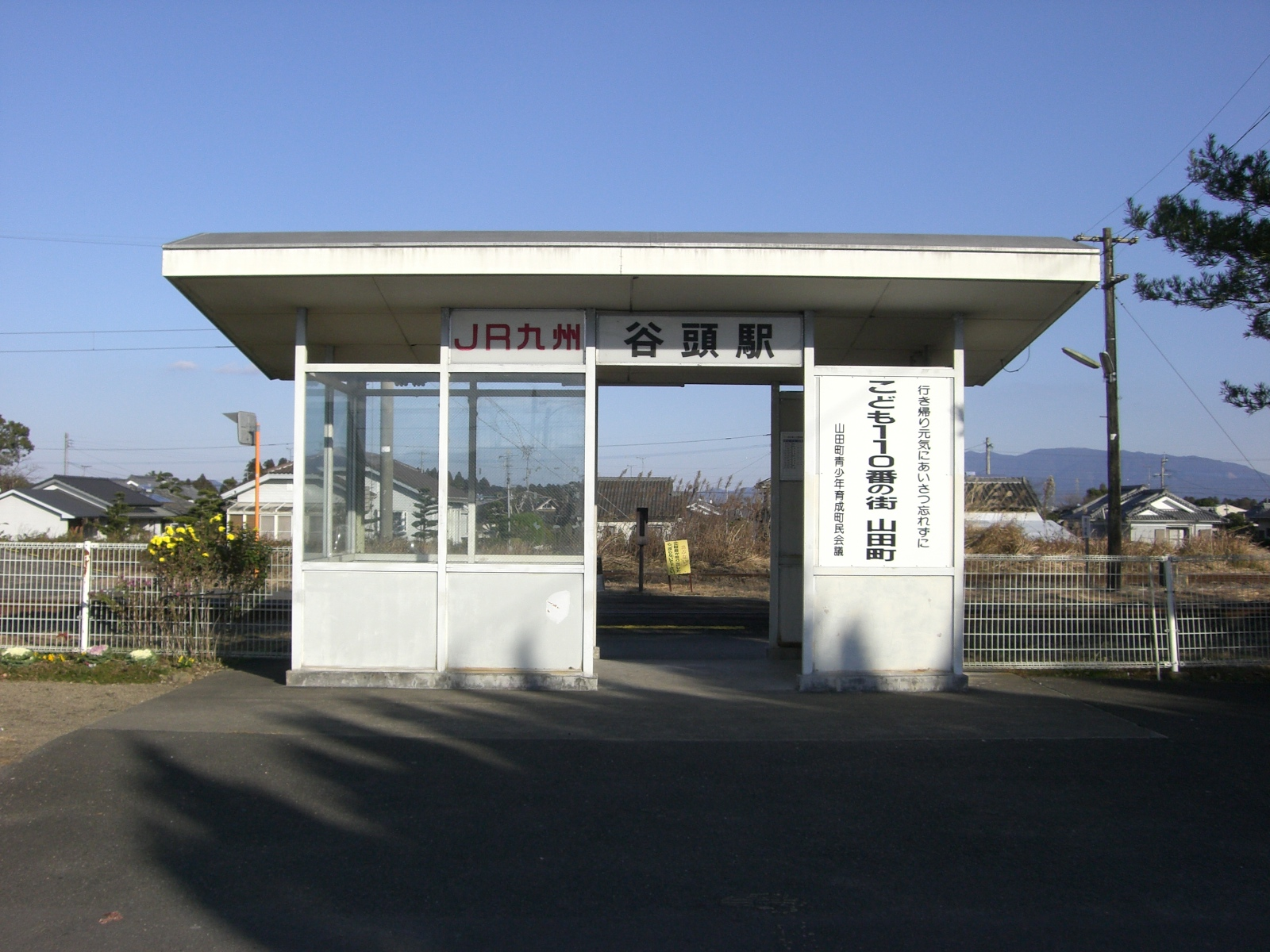
谷頭駅舎

- 九州旅客鉄道（JR九州）
  - 吉都線
    - 谷頭駅

### バス路線

#### 一般路線バス
- 宮崎交通
  - 都城市 - 山田町

### 道路
- 高速道路としては宮崎自動車道が通っているが、町内にインターチェンジは設けられていない（最寄りインターチェンジは都城インターチェンジ）。
- 一般国道は通っていない。
- 宮崎県道42号都城野尻線
- 宮崎県道45号御池都城線
- 宮崎県道46号高城山田線
- 宮崎県道417号牛之脛山田線

## 名所・旧跡・観光スポット・祭事・催事
- やまだ温泉
- 湯ぽっぽ
- かかし村
- 山田運動公園
- 華舞神社
- 安原神社
- 木之川内母智丘神社
- 熊野神社
- 山田城跡
- 安永城跡
- 薩摩迫跡
- しまうつりの碑
- 石川理紀之助翁夜学跡地と胸像
- 前田君開渠記念碑

## 地域

### 山田町大字山田
- 牛谷
- 瀬茅
- 毘砂丸
- 万ヶ塚
- 田中
- 和田上
- 倉平
- 修行
- 瀬之口
- 西栫
- 石風呂
- 中村
- 長谷
- 百原
- 平山
- 脇之馬場
- 下是位川内
- 上是位川内
- 大古川
- 竹脇
- 浜之段
- 上椎屋

### 山田町大字中霧島
- 池之原
- 北田
- 古江
- 山内一
- 山内二
- 谷頭一
- 谷頭二
- 谷頭三
- 谷頭五
- 谷頭六
- 谷頭七
- 谷頭八
- 谷頭九